# Agustín Tosco
Agustín Tosco (Coronel Moldes, Córdoba; 22 de mayo de 1930-Buenos Aires, 5 de noviembre de 1975) fue un dirigente sindical argentino del gremio de Luz y Fuerza, de ideología marxista, miembro de la CGT de los Argentinos y uno de los principales actores del Cordobazo.

## Infancia y juventud
Nació el 22 de mayo, pero, como era habitual en aquellos años, fue anotado dos días después. Su infancia transcurrió en un ámbito rural, dado que sus padres eran emigrantes campesinos oriundos del Piamonte (Italia). El piamontés era el idioma utilizado en el ámbito familiar, lo que significó problemas cuando Agustín Tosco tuvo que concurrir a la escuela.
El carácter tímido del niño durante la escuela primaria lo llevó a dedicarse a la lectura, lo que le brindó un "conocimiento singular". 
No obstante, la disciplina le permitió ―al final de su educación secundaria (cursada en la escuela Presidente Roca, Ipet 48)― superar notoriamente su timidez y su manejo del idioma, por lo que ―en su carácter de presidente del centro de alumnos― se le encomendó hablar en el cierre del ciclo escolar. Tosco realizó una dura crítica al funcionamiento de la escuela, negándose incluso a recibir el diploma por parte del director, entre las ovaciones de sus compañeros.
Signado así su derrotero, Tosco asignó una enorme importancia a la búsqueda de la autosuperación, siendo una de sus más célebres frases que «las victorias más importantes y valiosas son las que se obtienen sobre las propias debilidades».
Terminada la escuela secundaria se inscribió en la Universidad Tecnológica de Córdoba (UTN), en la cual estudió para electrotécnico a la vez que trabajaba en la empresa provincial EPEC. Sin embargo el servicio militar obligatorio retrasó sus estudios. Al terminarlo, Tosco decidió abandonarlos para dedicarse de lleno a su actividad sindical.
Durante toda esta etapa desarrolló su afición por la lectura: en su propia casa, con piso de tierra y aún sin luz eléctrica, se había construido una pequeña biblioteca.
Hasta su juventud una de las lecturas que más disfrutaba era la de José Ingenieros «que, aunque positivista, enseñaba cosas», dedicándose posteriormente a la lectura de análisis sobre la situación de la clase obrera y ensayos de autores marxistas.

## Carrera sindical
En 1949 consiguió incorporase a la empresa de energía provincial EPEC por entonces llamada SPEC como ayudante electricista en el taller electromecánico, sección baterías, iniciando también entonces su actuación en el gremio de Luz y Fuerza de Córdoba.
Su ya reputada capacidad oratoria y su militancia disciplinada le confieren ser elegido subdelegado a los 19 años y delegado a los 20.
Cuando tenía 15 años Perón llegaba al poder, ganando las elecciones a la Unión Democrática; Tosco manifestó entonces su simpatía «al movimiento que levantaba un eslogan contra Braden»; sin embargo en reiterados discursos posteriores se definió explícitamente como marxista, esto, sumado a su concepción de integración de la clase más allá de los rótulos políticos, llevó a la confusión de que, mientras algunos lo sindicaban como peronista otros lo tildaban de antiperonista.
En 1952 es electo secretario del cuerpo de delegados de Luz y Fuerza de Córdoba. Entre 1953 y el golpe del 1955, Agustín Tosco integra el Consejo Directivo cuyo Secretario General es Cristóbal Sierra y en 1954 es elegido secretario gremial del secretariado nacional de la Federación Argentina de Trabajadores de Luz y Fuerza (Fatlyf). Siendo relevado de su cargo por la intervención militar. En plena dictadura de Pedro Eugenio Aramburu encabezó el acto del 1° de mayo, donde la Intersindical realizó un acto en la Plaza Once donde se pidió por la libertad de los presos gremiales, la normalización de los gremios y de la CGT, y se reclamó por salarios justos.
En 1956 el régimen de Aramburu lo arrestó en el marco de una creciente persecución política y sindical que caracterizó a su régimen dictatorial, en medio de allanamientos a los locales sindicales por la policía, con violación de puertas y destrucción o robo de archivos y colecciones de libros y periódicos, junto con  la destrucción del archivo histórico de Luz y Fuerza en Córdoba.
Terminada la intervención militar del gremio, Tosco integra el Congreso Normalizador del mismo y es elegido nuevamente como secretario general en Córdoba y miembro del Fatlyf, renunciando dos años después a esta última por desacuerdos con la burocracia sindical.
En 1972, estando aún preso en la cárcel de Rawson durante el gobierno militar es nuevamente elegido dirigente del gremio y secretario adjunto de la delegación regional.
En 1973, en vísperas de la tercera elección de Perón, el PRT le ofrece llevarlo en una candidatura a Presidente de la Nación para disputarle a aquel el ascendiente sobre las masas; sin embargo Tosco declina el ofrecimiento argumentando que ello podría dividir a la izquierda, atento a los distintos programas del PRT y el PC, partidos con los que tenía relaciones.

## Pensamiento

### Marxismo heterodoxo
Agustín Tosco se definía como marxista independiente, aunque poseía vínculos  con el PRT y principalmente con el PC, haciendo de vínculo entre ambos partidos. Hay quienes sostienen que Tosco era uno de los tantos "afiliados secretos" del PC. Tosco participó incluso de los discursos de apertura de las reuniones del FAS (Frente Antiimperialista por el Socialismo) y se le propuso la candidatura a la presidencia de la nación por este organismo, a iniciativa del PRT.

### Antiimperialista, antipatronal y antiburócrata
Los fundamentos clasistas de Tosco llevaban a criticar los principios que entonces postulaban los principales referentes del peronismo, consistentes en una alianza de clases con el objetivo de desarrollar la burguesía nacional. La alianza con la burguesía nacional estaba también en línea con la concepción etapista promovida por la Internacional Comunista y sostenida en Argentina por el PC.
Las observaciones de Agustín Tosco a dichas posturas podrían ordenarse en dos grandes grupos.
Por un lado, para Tosco un país dependiente no podía desarrollar sin tope su burguesía nacional, puesto que en un contexto imperialista las grandes multinacionales y los monopolios marcaban el ritmo de la economía mundial, imposibilitando a los países dependientes un desarrollo capitalista al margen del contexto económico global.
Por otro lado veía el desarrollo de una burguesía nacional como un mero «cambio de monopolios» que no lograría una mejora sustancial del estado de la clase trabajadora en el país. Citaba como ejemplo de ello al Brasil, país que por entonces iniciaba una fase de crecimiento acelerado del PBI sin lograr por ello una mejora de las condiciones de sus obreros. «Nosotros no creemos que la política de la liberación pase por la política de la sustitución de los monopolios. Si bien hay contradicciones interburguesas, intermonopolistas, interimperialistas, hay a su vez un entrelazamiento que es el que va a condicionar permanentemente nuestra economía.».
En general, las críticas de Tosco a la postura de Frente Popular se encuentran en sintonía con la crítica que hiciera el peruano José Carlos Mariátegui (1894-1930) a los principios del APRA en los años treinta.

### El uso de la violencia
El carácter de dirigente de masas de Tosco lo llevó a apoyar tácitamente la vía de la lucha armada.
En una entrevista, dice Tosco:

Mi opinión sobre la violencia es la misma que ha sido definida por la reunión del Episcopado de Latinoamérica en Medellín. Latinoamérica sufre de una violencia institucionalizada que oprime al hombre, lo frustra e impide su realización al mínimo nivel de la dignidad humana. Esta violencia ha engendrado su respuesta, que en muchos casos corresponde ―como dice Medellín― a una legítima defensa.
Agustín Tosco

### Unidad para la Revolución
Agustín Tosco entendía a los sindicatos no como meras organizaciones corporativas centradas en reclamos puramente gremiales. Su horizonte, socialista y revolucionario, le hacían comprender que la herramienta sindical era la gran organizadora de la clase trabajadora. Muchas veces fue acusado por la izquierda clasista de burócrata, por impulsar reclamos reformistas, a los que Tosco entendía como forma de politizar a su gremio, el cual estaba compuesto por trabajadores con buenos sueldos y condiciones laborales de gran estabilidad. Había que trabajar con el nivel de conciencia que había, no con el que se quería. Su militancia se concentró en realizar esfuerzos permanentes para construir unidad, fomentando de manera permanente la democracia de base y un sindicalismo combativo y antiburocrático. No distinguía entre compañeros con diferentes orientaciones políticas, pero no le temblaba el pulso para criticar a la burocracia sindical de la CGT de Augusto Timoteo Vandor y José Ignacio Rucci, colaboracionistas de la dictadura de Juan Carlos Onganía. Éstos lo acusaban de antiperonista, pero la base peronista lo defendía. Dirigió la filial Cordobesa de la Confederación General del Trabajo de los Argentinos, central creada en 1968 como agrupamiento de sectores combativos que luchaban contra el colaboracionismo de la CGT. El programa de la CGT de los Argentinos, en cuya redacción participó Rodolfo Walshse construyó como continuidad de los Programa de La Falda (año 1957) y Huerta Grande (año 1962) y representaron la conciencia revolucionaria más elevada de la clase obrera argentina. La CGT de los Argentinos funcionó como articulador de sectores sindicales, estudiantiles, curas tercermundistas y organizaciones de peronistas y de izquierda. La central sindical y el propio Agustín Tosco fueron protagonistas en las jornadas del Cordobazo, lo que le valió a Tosco 17 meses de prisión condenado por un tribunal militar.

### La tarea del sindicato clasista
Tosco consideraba que nada ni nadie podía sustituir a las asambleas, ellas eran superiores a los cuerpos directivos, y que la lucha no debía darse únicamente por las condiciones salariales. Podría calificarse a su ideología como antiimperialista, antipatronal y antiburócrata.
Su lucha contra la burocracia sindical era constante. Uno de sus enemigos más famosos fue José Ignacio Rucci. Tosco declaró sobre este lo siguiente: «Rucci y sus discípulos son prisioneros por sus compromisos con los detentadores del poder, presos de la custodia que les presta el aparato policial; presos de una cárcel de la que jamás podrán salir: la de la claudicación, la indignidad y el participacionismo». Tosco y Rucci tuvieron varios cruces mediáticos, siendo uno de estos considerados antológicos en los anales sindicales argentinos.
Además de la lucha sindical particular de su sindicato participó dentro de la lucha contra la dictadura encabezada por el general Juan Carlos Onganía.

## Su participación en el Cordobazo

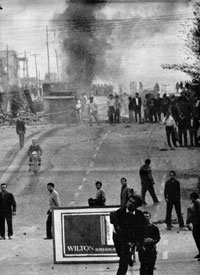
Cordobazo, 29 de mayo de 1969

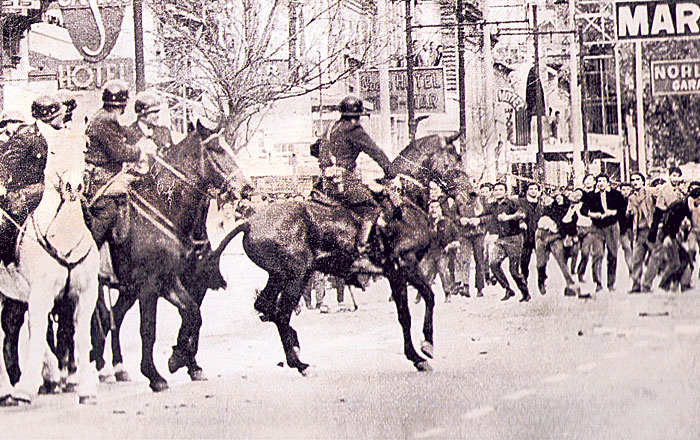
Cordobazo. Policías retroceden

El 29 de mayo (Día del Ejército Argentino) del año 1969, en la ciudad de Córdoba, se produjo una rebelión popular en contra de la dictadura de Onganía. Participaron obreros y estudiantes en su mayoría, que se enfrentaron al aparato represivo de sectores del ejército. Referente del Cordobazo junto a Elpidio Torres, Atilio López y su amigo el dirigente de los obreros construcción Jorge Canelles, fue apresado y condenado a ocho años de prisión por un tribunal militar, recuperando la libertad a los diecisiete meses. El Cordobazo marcó un hito, porque significó la pérdida de autoridad del gobierno de Onganía, acelerándose así su recambio.
Acerca del Cordobazo, Tosco dijo:

Fue una rebelión obrera y popular […]. Surgió de la clase obrera y del pueblo. Lo esencial del Cordobazo es que surge de los trabajadores y de los estudiantes, y que ellos por sus convicciones salen a la calle a luchar.
Agustín Tosco

## Mensaje enviado desde la cárcel de Rawson por el Secretario General Agustín Tosco
El 30 de junio de 1972, a poco de decretarse el paro general de actividades por catorce horas, el Dr. Solari Yrigoyen transmitió telefónicamente un mensaje enviado desde la cárcel de Rawson por el compañero Secretario General Agustín Tosco, el cual decía textualmente:
"Al conocer la Resolución del Plenario de Gremios Confederados CGT de Córdoba, me adhiero fervorosamente al repudio del sexto aniversario de la mal llamada Revolución Argentina y felicito a los compañeros por la combativa posición adoptada en defensa de los Derechos de la Clase Trabajadora y del Pueblo.
Comunico que en esta misma fecha ha comenzado la huelga de hambre de la totalidad de los presos políticos, gremiales y estudiantiles alojados en la cárcel, en solidaridad con los compañeros detenidos en el buque granaderos, sometidos a bárbaras condiciones de represión y hasta tanto se atiendan sus justas reclamaciones. Acompañamos fervorosamente la indeclinable lucha que lleva adelante la clase trabajadora y el pueblo argentino, que abarca todo el ámbito de nuestra patria, contra la reaccionaria política económica y social del régimen usurpador y opresor, contra la bárbara represión y por la plena vigencia de los Derechos Humanos.
Un fraternal abrazo para todos".
Agustín J. Tosco

## Tras el Cordobazo
Al salir de prisión, Tosco regresa a Córdoba, en donde manifiesta que se aliaría solo con los peronistas surgidos de la base, pero no con la derecha sindical, a la que seguiría denunciando, en especial a Rucci.
Tras la victoria del peronismo en el año 1973, Tosco comienza a ser perseguido. En 1974, debió pasar a la clandestinidad al ser intervenido el sindicato de Luz y Fuerza. Un tiempo después sufre una enfermedad, pero era imposible internarlo en los hospitales, porque sería ejecutado cuando se conociera en dónde se encontraba.
Gracias a la ayuda de muchos y variados compañeros de Luz y Fuerza y gente simpatizante con su lucha, fue ocultado durante más de un año, primero en las sierras de Córdoba y hasta fue disfrazado de mujer para poder viajar a La Plata y seguir oculto.

## Controversia en torno al club de fútbol del que Tosco era hincha
Como narró el propio Tosco: “a los 9 años decidí hacerme hincha de fútbol y en vez de optar por el campeón de la temporada, Independiente, me hice hincha del único equipo que logró derrotarlo: Huracán”. 
Con su mudanza a Córdoba en 1943, se afirma que comenzó a identificarse con Talleres de Córdoba y con otro club del ascenso, Alas Argentinas, del  barrio Los Plátanos.
Sin embargo, en una entrevista dada al diario La Voz del Interior su hijo, Héctor Tosco, afirmó que su padre solo podía ser hincha de un club: Belgrano de Córdoba. Además, en diversas ocasiones, Belgrano de Córdoba realizó homenajes y actividades en su honor. 
La relación de Belgrano de Córdoba  con Tosco también tuvo eco en su propia vida personal cuando Rodolfo Cuellar, capitán y símbolo del Pirata en los 70,  contó que una vez lo ayudó a pasar un reten policial, estando Tosco en la clandestinidad. También se puede mencionar que el Estadio Julio César Villagra  de Belgrano de Córdoba ,  está ubicado en el Barrio Alberdi, epicentro del Cordobazo de 1969 y donde Tosco tubo mucho protagonismo. 

## Fallecimiento

Afiche 1 de Mayo, Libertad a Tosco

Hacia septiembre de 1975 enfermó de una encefalitis bacteriana. Debido a su clandestinidad no pudo ser atendido apropiadamente, y su deterioro físico aceleró el final. A fines de octubre fue internado en Buenos Aires, con nombre falso. Agustín Tosco murió en Buenos Aires el 4 de noviembre de 1975, a los 45 años. Sus compañeros llevaron su cuerpo sentado en el asiento del acompañante de una ambulancia hasta la ciudad de Córdoba. Oficialmente murió en Córdoba el 5 de noviembre.
El cuerpo fue velado en el domicilio particular de un dirigente lucifuercista, y luego trasladado al Club Redes Cordobesas, donde se montó la capilla ardiente.
A su entierro concurrieron unas 20 000 personas, pese a las amenazas de la Triple A, matones del Gobierno, apostados en los techos de los panteones, dispararon contra la concurrencia, dejando varios heridos. Un grupo de trabajadores dejó el féretro en una bóveda ajena y recién por la noche lo trasladaron al panteón de Unión Eléctrica, donde sus restos permanecen hasta hoy.
La escuela de Educación Media 2 ubicada en el barrio porteño de Villa Pueyrredón, fue bautizada  en 2012 “Agustín Tosco”.

## Videos, música y teatro
- YouTube.com (voces e imágenes del Cordobazo; transmisión de radio y breves declaraciones de Agustín Tosco).
- Tosco: grito de piedra, de Adrián Jaime.
- YouTube.com (EN homenaje a Agustín Tosco)
- YouTube.com (Tosco, Jauría, con letra de Ciro Pertusi).
- "Habitantes del Sur. Agustín Tosco en nombre de los hombres": obra poético musical presentada el 23 de noviembre de 2012, en el Sindicato de Luz y Fuerza de Córdoba. Letra: Guillermo Bulgheroni; Música: Luis Pérez. Producción: Sindicato de Luz y Fuerza de Córdoba y Universidad Nacional de Villa María. En el disco participaron más de 70 músicos de Córdoba, colectiva y desinteresadamente.
- En la actualidad[¿cuándo?]: obra teatral TOSCO de Alejandro Finzi,dirigida por Sebastián Berenguer en homenaje a los 40 años de la muerte del dirigente sindical, con las actuaciones de Daniel Dibiase y Cristian Thorsen en el Centro de la Cooperación
- El grupo de rock Jauría le dedica la canción "Tosco" en su primer álbum, Jauría, la cual dice: "Tosco tu espíritu, siempre marchando al frente, Barricadas en tu honor! Reencarna en cada barrio tu sueño de liberación.".